# Cão fila de São Miguel
Il cão de fila de são Miguel, anche detto fila portoghese, è una razza canina di origine portoghese riconosciuta dalla FCI (Standard N. 340, Gruppo 2, Sezione 2).

## Storia
Il cão de fila de são Miguel è un cane da pastore solo recentemente riconosciuto, con però un'antica origine. Si pensa infatti che provenga dalle isole Azzorre. Il sao Miguel ha rischiato parecchie volte l'estinzione a causa del suo carattere ma grazie a prodigiosi interventi di selezione si è riusciti ad arrivare alla razza che abbiamo oggi. Infatti questa razza, che si sta cercando da anni di salvare e di portare ad un numero soddisfacente di esemplari, ha caratteristiche abbastanza ben definite. Grazie agli approfonditi studi del cinofilo Antonio Josè Amaral, è probabile che la razza venga ufficialmente riconosciuta dal Clube Portugues de Canicultura. Grazie a questi studi si è potuto dimostrare infatti l'esistenza di questo tipo di cane persino dal XVI secolo. A partire dal XVIII secolo vi sono riferimenti, sia nelle opere portoghesi che in quelle scritte dai viaggiatori stranieri che visitavano l'isola. Vi sono anche dei documenti di quei tempi, che dichiarano che vi erano dei cani di tipo fila che aggredivano inermi passanti. Da questi documenti si suppone che i fila fossero molto diffusi.

## Descrizione
La coda è attaccata alta, grossa, di lunghezza media e leggermente ricurva. Solitamente viene tagliata all'altezza della seconda o terza vertebra oppure è corta di natura. I colori ammessi sono fulvo, sabbia carbonata, giallo in tutte le sue sfumature, dal chiaro al fulvo; sempre striato. Può presentare una macchia bianca sulla fronte e dal mento alla pettorina; possono essere presenti macchie bianche sui piedi anteriori, quelle posteriori o su tutti e quattro. Il pelo è corto, liscio, denso, di tessitura ruvida. Gli occhi sono di forma ovale, espressivi, leggermente infossati, collocati orizzontalmente, di taglia media. Il colore è bruno scuro. Le orecchie hanno attaccatura più alta rispetto alla media; se non tagliate sono di taglia media, di forma triangolare e cadenti senza essere aderenti alla guancia. Di solito vengono tagliate rotonde. La testa è forte, di forma quadrata, gli assi longitudinali del cranio e della canna nasale sono paralleli. Il cranio è largo, leggermente arrotondato, protuberanza occipitale poco evidente. Lo stop è ben marcato.

## Carattere
Non è certo famoso per la sua docilità. Ha il carattere di un cane da presa molto aggressivo. Ha riflessi più rapidi degli altri cani portoghesi riconosciuti. La sua maggiore agilità è dovuta ad una struttura più leggera rispetto agli altri. Ottimo cane da difesa, forte e deciso. La sua aggressività era nota anche nel 1800 siccome in alcuni documenti scritti è testimoniato il fatto che aggrediva la gente per strada senza alcun motivo.

## Consigli
È uno dei cani più impegnativi al momento esistenti. La sua aggressività richiede di essere domata in tutte le sue parti ma per fare questo occorre una grande esperienza nelle tecniche di addestramento e soprattutto un polso fermissimo unito a coerenza, costanza e pazienza.

## Adatto per
- compagnia
- guardia
- difesa

## Non adatto per
- protezione civile
- agility dog
- fly ball
- freestyle
- obedience